# Fukuta Akito
Fukuta Akito (福田 晃斗 Fukuta Akito, sinh ngày 1 tháng 5 năm 1992 ở Mie) là một cầu thủ bóng đá người Nhật Bản thi đấu cho Sagan Tosu.

## Thống kê câu lạc bộ
Tính đến trận đấu diễn ra ngày 14 tháng 3 năm 2018
| Câu lạc bộ           | Mùa giải             | Giải vô địch         | Giải vô địch | Giải vô địch | Cúp     | Cúp       | Cúp Liên đoàn | Cúp Liên đoàn | Khác    | Khác      | Tổng    | Tổng      |
| Câu lạc bộ           | Mùa giải             | Hạng đấu             | Số trận      | Bàn thắng    | Số trận | Bàn thắng | Số trận       | Bàn thắng     | Số trận | Bàn thắng | Số trận | Bàn thắng |
| -------------------- | -------------------- | -------------------- | ------------ | ------------ | ------- | --------- | ------------- | ------------- | ------- | --------- | ------- | --------- |
| Sagan Tosu           | 2013                 | J.League Division 1  | 2            | 0            | 0       | 0         | —             | —             | —       | —         | 2       | 0         |
| Sagan Tosu           | 2014                 | J.League Division 1  | 2            | 0            | 0       | 0         | 2             | 0             | —       | —         | 4       | 0         |
| Sagan Tosu           | 2015                 | J1 League            | 3            | 0            | 0       | 0         | 1             | 0             | —       | —         | 4       | 0         |
| Sagan Tosu           | 2016                 | J1 League            | 22           | 0            | 1       | 0         | 4             | 0             | —       | —         | 27      | 0         |
| Sagan Tosu           | 2017                 | J1 League            | 29           | 4            | 0       | 0         | 4             | 0             | —       | —         | 33      | 4         |
| Sagan Tosu           | 2018                 | J1 League            | 3            | 0            | 0       | 0         | 1             | 0             | —       | —         | 4       | 0         |
| Tổng cộng sự nghiệps | Tổng cộng sự nghiệps | Tổng cộng sự nghiệps | 61           | 4            | 1       | 0         | 12            | 0             | 0       | 0         | 74      | 4         |